# Temnospondyli
Temnospondyli (từ tiếng Hy Lạp τέμνειν (temnein, "cắt") và σπόνδυλος (spondylos, "xương sống")) là một bộ đa dạng động vật bốn chân, thường được coi là động vật lưỡng cư nguyên thủy, phát triển mạnh trên toàn thế giới vào thời gian kỷ Cacbon, kỷ Permi và kỷ Trias. Một số loài tiếp tục sinh tồn cho đến kỷ Phấn trắng. Hóa thạch đã được tìm thấy trên khắp các châu lục. Trong khoảng 210 triệu năm lịch sử tiến hóa, chúng thích nghi với một loạt các môi trường sống, bao gồm cả nước ngọt, trên mặt đất, và môi trường biển, thậm chí cả ven biển. Lịch sử cuộc sống của chùng cũng được tìm hiểu, với hóa thạch được biết đến từ giai đoạn ấu trùng, biến thái, và trưởng thành. Hầu hết temnospondyli sống bán thủy sinh, mặc dù một số đã gần như hoàn toàn sống trên mặt đất, trở về nước chỉ để sinh sản. Temnospondyli là một trong số các vật có xương sống đầu tiên hoàn toàn thích nghi với cuộc sống trên đất liền. Mặc dù Temnospondyli được coi là động vật lưỡng cư, nhiều thành viên có các đặc điểm, chẳng hạn như vảy, móng vuốt, và giáp như tấm xương, giúp tách biệt chúng với các loài lưỡng cư hiện đại.
Temnospondyli đã được biết đến từ đầu thế kỷ 19, và ban đầu được cho là bò sát. Chúng được mô tả tại các thời điểm khác nhau như Batrachia, Stegocephalia, và Labyrinthodontia, mặc dù những tên này bây giờ ít được sử dụng. Các giả thuyết khác nhau cho rằng hoặc Temnospondyli, hoặc một nhóm lưỡng cư thời kỳ đầu khác là Lepospondyli, là tổ tiên của động vật lưỡng cư hiện đại, thậm chí đôi khi xem cả hai đều là tổ tiên của lưỡng cư hiện tại (bộ Không chân xuất phát từ Lepospondyli, còn bộ Không đuôi và bộ Có đuôi xuất phát từ Temnospondyli).

## Lịch sử tiến hóa

### Kỷ Cacbon và đầu kỷ Permi

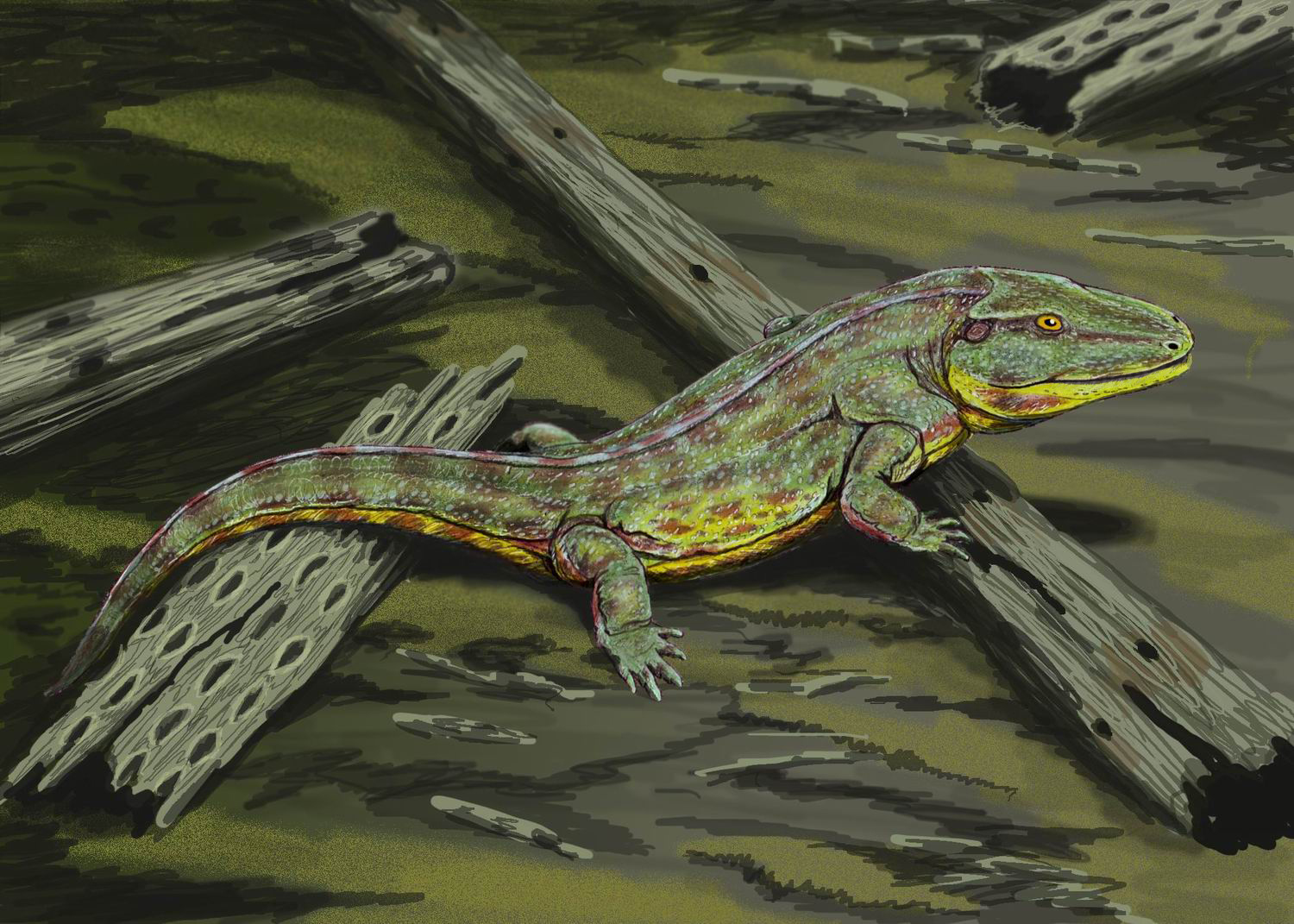
Capetus, một Temnospondyli cơ bản.

Temnospondyli xuất hiện vào đầu kỷ Cacbon, khoảng 330 triệu năm trước (Mya). Trong suốt kỷ Cacbon, Temnospondyli gồm các dạng cơ bản kích thước trung bình, như Dendrerpeton hoặc dạng bán thủy sinh cỡ lớn (Cochleosaurus). Số khác, phát triển hơn, ví dụ Amphibamidae, nhỏ hơn và thích nghi nhiều hơn với đời sống trên cạn. Những sinh vật này bề ngoài giống bộ Có đuôi, vài đơn vị phân loại, như chi Branchiosaurus, còn có mang ngoài giống axolotl hiện đại. Vào cuối kỷ Cacbon và đầu kỷ Permi (khoảng 300 Mya), nhiều nhóm, ví dụ Dissorophidae và Trematopidae tiến hóa mạnh, các chi và cột sống khỏe thích hợp cho đời sống cạn, số khác như Eryopidae, phát triển thành sinh vật săn mồi bán thủy sinh lớn. Dvinosauria, một nhóm temnospondylia nhỏ, tiến hóa từ các tổ tiên trên cạn vào cuối kỷ Cacbon.

### Cuối kỷ Permi

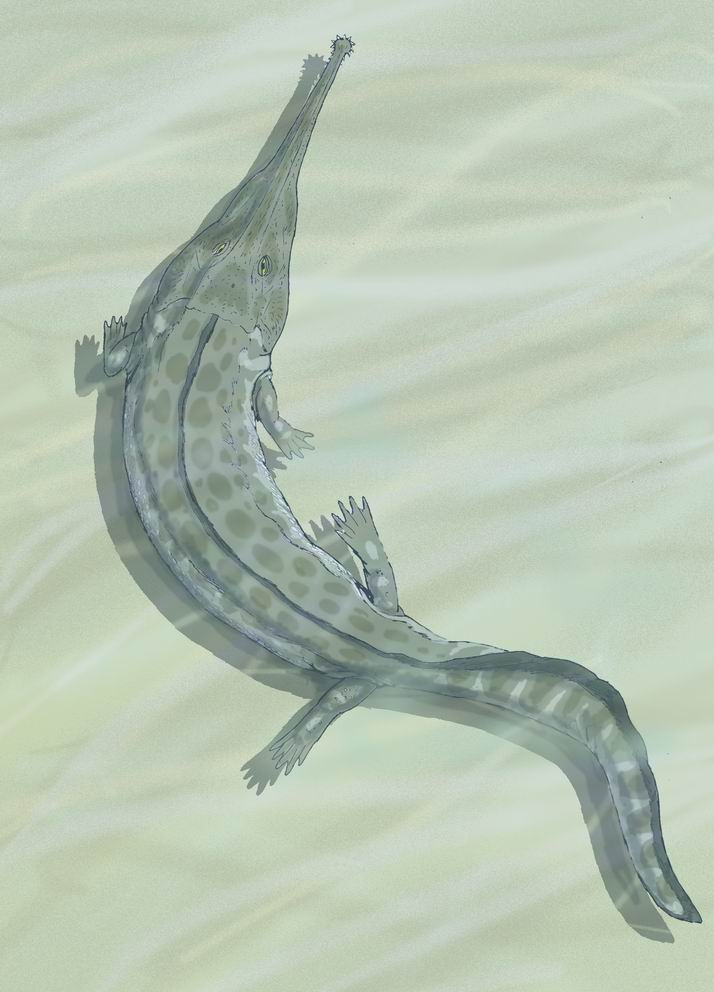
Prionosuchus kỷ Permi, động vật lưỡng cư lớn nhất từng biết.

Vào cuối kỷ Permi, hạn hán tăng nhanh và sự đa dạng hóa của động vật bò sát làm các Temnospondyli trên cạn suy giảm, nhưng các loài bán thủy sinh và thủy sinh tiếp tục tiến hóa, như chi Melosaurus lớn ở đông Âu. Nhóm Archegosauridae, phát triển mỏ dài và bề ngoài giống cá sấu. Prionosuchus của Archegosauridae tại Brazil là chi động vật lưỡng cư lớn nhất được biết đến, dài 9 m.

### Đại Trung Sinh
Temnospondyli tiếp tục thành công và đa dạng hóa vào cuối kỷ Permi (260.4 - 251.0 Mya), một nhóm lớn tên Stereospondyli trở nên lệ thuộc hơn vào đời sống dưới nước. Cột sống yếu hơn, các chi nhỏ, hộp sọ lớn và dẹp, và mắt hướng lên trên. Trong thời kỳ kỷ Trias, những động vật này thống trị hệ sinh thái nước ngọt. Trias sớm (251.0 - 245.0 Mya) một nhóm lưỡng cư ăn cá mõm dài, Trematosauroidea, thậm chí thích nghi với đời sống biến. Một nhóm khác, Capitosauroidea, gồm những sinh vật từ vừa tới lớn 2,3 đến 4 m (7,5 đến 13,1 ft), với hộp sọ dẹp và dài, có thể lơn một mét ở Mastodonsaurus. Những loài này dành gần như cả đời của chúng ở dưới nước để tìm mồi.

## Phân loại
Ban đầu, Temnospondyli được phân loại theo cấu trúc của đốt sống. Các dạng đầu tiên, với đốt sống phức tạp bao gồm một số yếu tố riêng biệt, được đặt trong phân bộ Rachitomi, và các dạng thủy sinh lớn kỷ Trias với đốt sống đơn giản được đặt trong phân bộ Stereospondyli. Với sự phát triển gần đây của phát sinh chủng loài, phân loại này không còn khả thi nữa. Điều kiện kiểu rachitomi cơ bản được tìm thấy trong nhiều động vật bốn chân nguyên thủy, chứ không phải chỉ có ở một nhóm Temnospondyli. Hơn nữa, sự khác biệt giữa các kiểu cột sống Rachitomi và Stereospondyli không hoàn toàn rõ ràng. Một số loài Temnospondyli có đốt sống rachitomi, bán rhachitomi, và stereospondyli tại các vị trí khác nhau trên cùng một cột sống. Một số loài khác có hình thái trung gian không phù hợp với bất kỳ thể loại phân loại nào. Rachitomi không còn được công nhận là một nhóm, nhưng Stereospondyli vẫn được coi là hợp lệ. Dưới đây là một phân loại đơn giản của Temnospondyli cho thấy các nhóm hiện đang được công nhận:
Lớp Amphibia
- Bộ Temnospondyli
  - Siêu họ Edopoidea

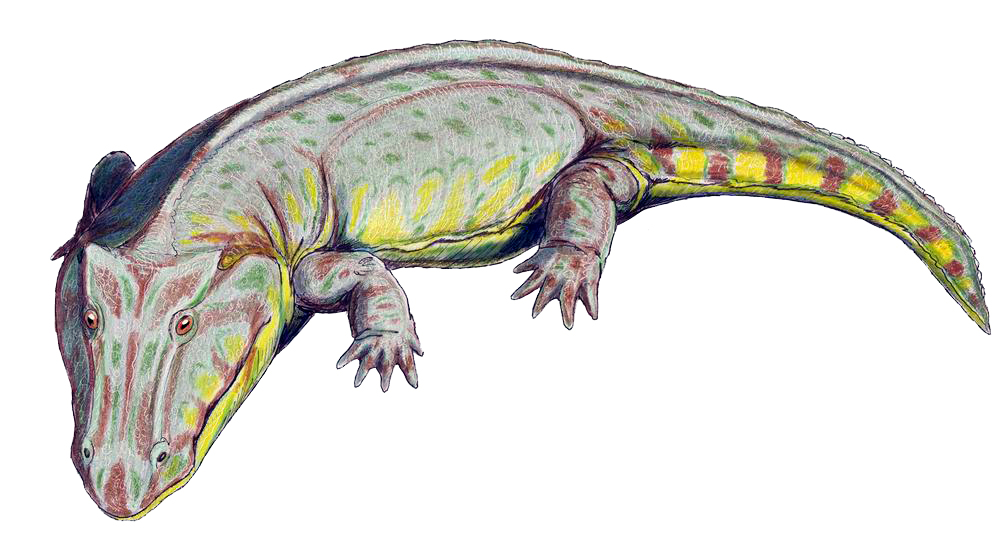
Edops, thuộc nhóm Edopoidea cơ bản.

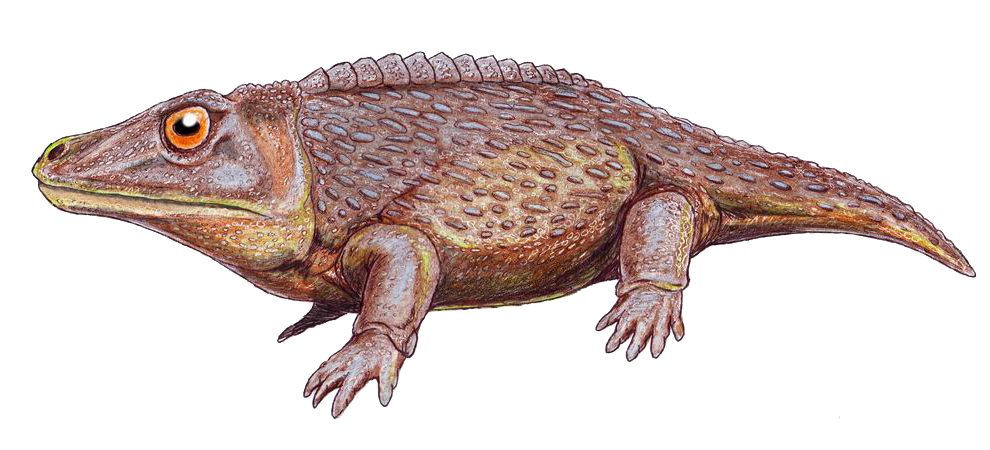
Zygosaurus, thuộc Euskelia.

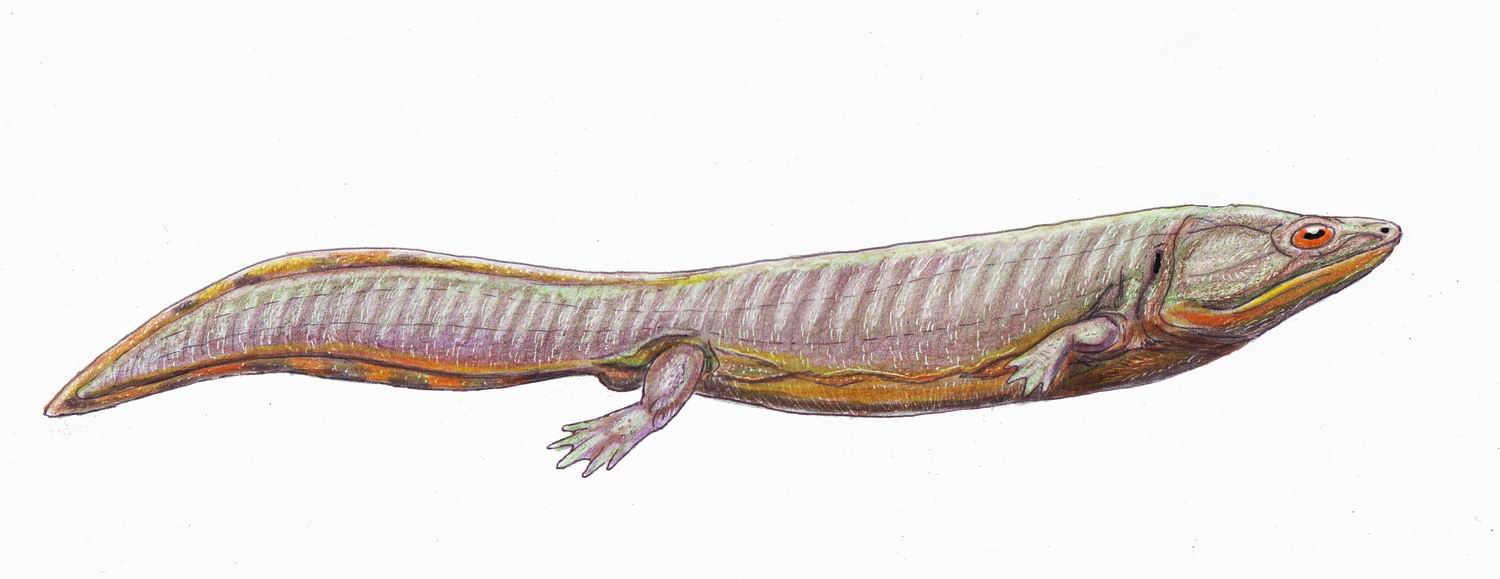
Dvinosaurus, thuộc Dvinosauria.

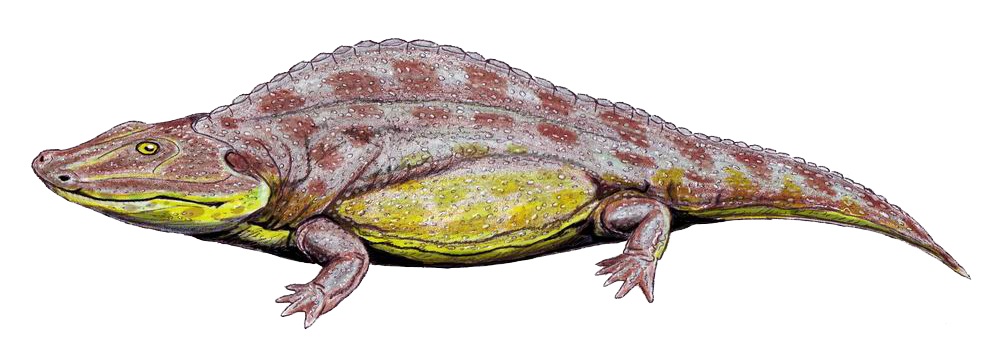
Sclerothorax, một loài Limnarchia cơ bản.

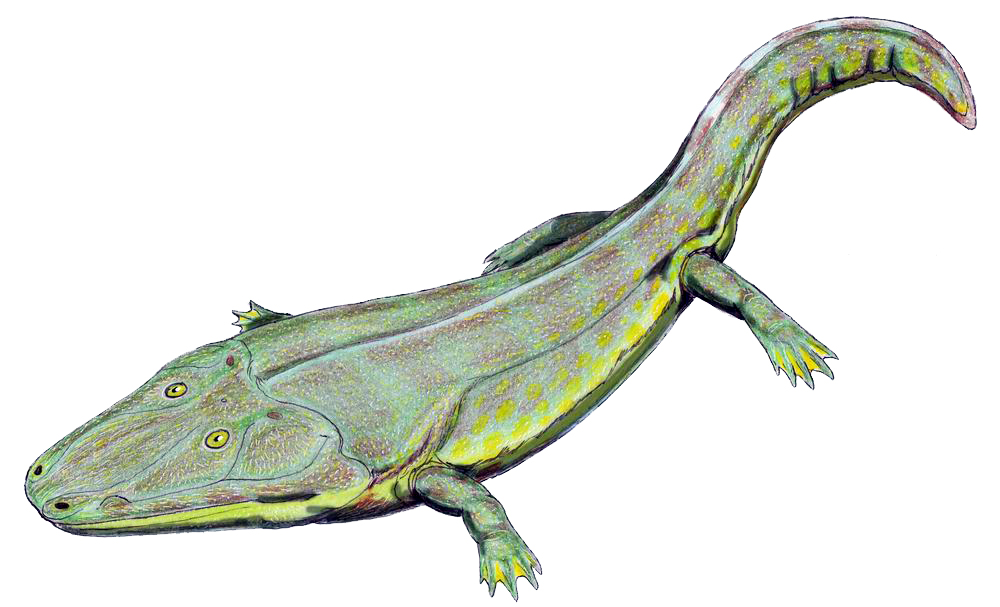
Cyclotosaurus, thuộc Stereospondyli.

    - Họ Cochleosauridae (Chenoprosopidae)
    - Họ Edopidae

  - Họ Dendrerpetontidae
  - Phân bộ Dvinosauria
  - Phân bộ Euskelia
    - Siêu họ Dissorophoidea
      - Họ Amphibamidae
      - Họ Branchiosauridae
      - Họ Dissorophidae
      - Họ Micromelerpetontidae

    - Siêu họ Eryopoidea
      - Họ Eryopidae
      - Họ Parioxyidae
      - Họ Zatrachydidae

  - Nhánh Limnarchia
    - Nhánh Stereospondylomorpha
      - Siêu họ Archegosauroidea
        - Họ Actinodontidae
        - Họ Archegosauridae
        - Họ Intasuchidae (vị trí không chắc chắn)

      - Phân bộ Stereospondyli
        - Họ Peltobatrachidae
        - Họ Lapillopsidae
        - Họ Rhinesuchidae
        - Họ Lydekkerinidae
        - Nhánh Capitosauria
          - Siêu họ Mastodonsauroidea (Capitosauroidea)
            - Họ Heylerosauridae
            - Họ Mastodonsauridae
            - Họ Sclerothoracidae

        - Phân thứ bộ Trematosauria
          - Siêu họ Trematosauroidea
          - Siêu họ Metoposauroidea
          - Siêu họ Plagiosauroidea
          - Siêu họ Brachyopoidea
          - Siêu họ Rhytidosteoidea